# Lac San Michele
Le lac San Michele (en italien : Lago San Michele) est un lac du Canavais situé près d'Ivrée dans la commune de Montalto Dora au Piémont.

## Géographie
Le lac fait partie d'un ensemble de cinq lacs d'origine glaciale dont en font partie aussi le lacs Sirio, Pistono, Nero et Campagna. Il possède une superficie de 0,07 km², un bassin versant de 0,7 km² et se situe à une altitude de 238 mètres au-dessus du niveau de la mer. Il représente une zone d’intérêt du point de vue zoologique, géologique et botanique.
Au sud, le lac est dominé par la colline où se trouve le sanctuaire de Monte Stella. Une partie de la zone environnante est incluse dans le parc de la Polveriera.
Comme les autres plans d’eau de la région, il s’agit d’un lac glaciaire formé par le retrait du glacier Balteo.